# Etro

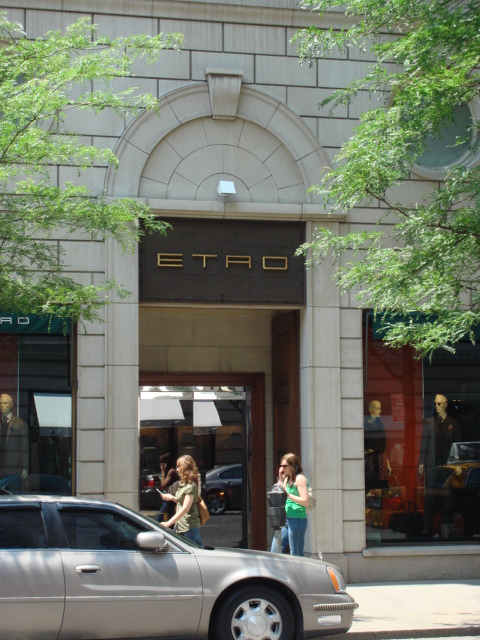
Tienda Etro en Madison Avenue, Nueva York

Logo

Etro es una casa de lujo de moda italiana y el fabricante de telas, accesorios y fragancias. Fue fundada en 1966 por Gerolamo "Gimmo" Etro. Sigue siendo una empresa familiar, con ropa de hombre dirigido desde 1990 por Kean Etro, mientras que su hermana, Verónica, dirige ropa de mujer. el hijo mayor de Gimmo, Jacobo, está a cargo de la división de textiles, y su hermano Hipólito se encarga de la finanzas de la compañía desde su sede en Milán.
Su mirada de la firma, la incorporación de colores brillantes y diseños audaces, caleidoscópica emparejado con sastrería clásica, con frecuencia se contó con la cachemira. Sus hombres y las colecciones de mujer al por menor también se incluyen zapatos, marroquinería y accesorios. La marca es muy apreciada por sus trajes de los hombres, que aparecen al principio conservador estilo, pero que normalmente incorporan tela fuerte, de colores en las paredes y en el cuello y puños.
La compañía se cuelga su emblema Pegasus en más de dos docenas de sus propias boutiques independientes en todo el mundo, en lugares como Rodeo Drive en Beverly Hills, Madison Avenue en Nueva York, El Caesars Palace en Las Vegas, Via Montenapoleone en Milán, Bond Street en Londres, Via Condotti en Roma, Barrio de Salamanca en Madrid, Boulevard Alfonso de Hohenlohe en Marbella, el Taipei 101 en Taipéi y Avenida Presidente Masaryk en Ciudad de México, entre otras.
Un lugar 10 está en obras en Atlanta en la calle de Buckhead. La colección también se encuentra en los grandes almacenes de lujo de todo el mundo, tales como Bergdorf Goodman, Saks Fifth Avenue, El Corte Inglés, Neiman Marcus, Harrods, Selfridges, Harvey Nichols y El Palacio de Hierro.